# 陈晓欣
陈晓欣（CHEN Xiaoxin，1998年4月24日—），广西南宁人，中国女子羽毛球运动员。

## 簡歷
2014年4月，陈晓欣代表中国參加馬來西亞亞羅士打舉行的世界青年羽毛球錦標賽，助球隊贏得團體賽冠軍。
2016年11月，陈晓欣出戰澳門羽毛球黃金大獎賽，在女子單打決賽以0比2（13-21、18-21）负于队友陈雨菲，拿得亞軍。
2017年3月，陈晓欣出戰瑞士羽毛球黃金大獎賽，在女子單打決賽以2比0（21-19、21-13）擊敗队友陈雨菲，夺得个人首个国际成人赛事女单冠军。

### 2017年世錦賽
2017年8月，陈晓欣顶替因身体状况不允许參賽的李雪芮，參加蘇格蘭格拉斯哥舉行的世界羽毛球錦標賽，以14號種子身分出戰女子單打項目，故在首圈輪空。她在第二圈以2比0打敗加拿大的李文珊晉級；但至第三圈面對8號種子、泰國的拉差诺·因达农時，就以0比2（13-21、9-21）敗給對手，16強止步。

## 主要比賽成績
只列出曾進入準決賽的國際賽事成績：
| 年份   | 賽事                     | 公開賽級別 | 項目     | 成績   |
| ------ | ------------------------ | ---------- | -------- | ------ |
| 2014年 | 世界青年羽毛球錦標賽     | 其他       | 混合團體 | 金牌   |
| 2015年 | 亞洲青年羽毛球錦標賽     | 其他       | 混合團體 | 金牌   |
| 2016年 | 澳門羽毛球黃金大獎賽     | 黃金大獎賽 | 女子單打 | 亞軍   |
| 2017年 | 中國羽毛球國際挑戰賽     | 國際挑戰賽 | 女子單打 | 準決賽 |
| 2017年 | 瑞士羽毛球黃金大獎賽     | 黃金大獎賽 | 女子單打 | 冠軍   |
| 2017年 | 碧特博格羽毛球黃金大獎賽 | 黃金大獎賽 | 女子單打 | 準決賽 |
| 2018年 | 亞洲羽毛球團體錦標賽     | 其他       | 女子團體 | 銀牌   |
| 2018年 | 薩洛盧羽毛球公開賽       | 超級100賽  | 女子單打 | 亞軍   |
| 2018年 | 蘇格蘭羽毛球公開賽       | 超級100賽  | 女子單打 | 準決賽 |

| 2007-2017年 | 首要超級賽 | 超級賽 | 黃金大獎賽 | 大獎賽 | 國際挑戰賽 | 國際系列賽 | 未來系列賽 | 其他 |

| 2018-2026年 | 總決賽 | 超級1000賽 | 超級750賽 | 超級500賽 | 超級300賽 | 超級100賽 | 國際挑戰賽 | 國際系列賽 | 未來系列賽 | 其他 |

### 奧運會和世錦賽參賽紀錄
|          | 2017 | 2018 |
| -------- | ---- | ---- |
| 女子單打 | 16強 | 16強 |